# Partecipanti al Giro di Lombardia 2023
Elenco dei partecipanti al Giro di Lombardia 2023.
Il Giro di Lombardia 2023 è stata la centodiciassettesima edizione della corsa. Alla competizione presero parte 25 squadre: le diciotto iscritte all'UCI World Tour 2023, e sette squadre invitate dell'UCI Europe Tour 2023.
Ciascuna delle squadre è composta da sette ciclisti, per un totale di 175 ciclisti.

## Corridori per squadra
Nota: R ritirato, NP non partito, FT fuori tempo, SQ squalificato
| UAE Team Emirates                 | UAE Team Emirates                 | UAE Team Emirates                 | AG2R Citroën Team     | AG2R Citroën Team      | AG2R Citroën Team     | Alpecin-Deceuninck       | Alpecin-Deceuninck       | Alpecin-Deceuninck       |
| --------------------------------- | --------------------------------- | --------------------------------- | --------------------- | ---------------------- | --------------------- | ------------------------ | ------------------------ | ------------------------ |
| N°                                | Ciclista                          | Clas.                             | N°                    | Ciclista               | Clas.                 | N°                       | Ciclista                 | Clas.                    |
| 1                                 | Tadej Pogačar                     | 1°                                | 11                    | Ben O'Connor           | 34°                   | 21                       | Stefano Oldani           | 29°                      |
| 2                                 | Sjoerd Bax                        | R                                 | 12                    | Clément Berthet        | 16°                   | 22                       | Tobias Bayer             | 119°                     |
| 3                                 | Davide Formolo                    | R                                 | 13                    | Felix Gall             | 80°                   | 23                       | Nicola Conci             | 60°                      |
| 4                                 | Marc Hirschi                      | 19°                               | 14                    | Valentin Paret-Peintre | 101°                  | 24                       | Michael Gogl             | R                        |
| 5                                 | Rafał Majka                       | 25°                               | 15                    | Aurélien Paret-Peintre | R                     | 25                       | Jimmy Janssens           | 89°                      |
| 6                                 | Diego Ulissi                      | 41°                               | 16                    | Nicolas Prodhomme      | 42°                   | 26                       | Jason Osborne            | 51°                      |
| 7                                 | Adam Yates                        | 6°                                | 17                    | Lawrence Warbasse      | R                     | 27                       | Kristian Sbaragli        | 88°                      |
| Astana Qazaqstan Team             | Astana Qazaqstan Team             | Astana Qazaqstan Team             | Bahrain Victorious    | Bahrain Victorious     | Bahrain Victorious    | Bora-Hansgrohe           | Bora-Hansgrohe           | Bora-Hansgrohe           |
| N°                                | Ciclista                          | Clas.                             | N°                    | Ciclista               | Clas.                 | N°                       | Ciclista                 | Clas.                    |
| 31                                | Simone Velasco                    | 104°                              | 41                    | Mikel Landa            | R                     | 51                       | Jai Hindley              | 44°                      |
| 32                                | Samuele Battistella               | R                                 | 42                    | Santiago Buitrago      | 32°                   | 52                       | Giovanni Aleotti         | R                        |
| 33                                | David de la Cruz                  | R                                 | 43                    | Nicolò Buratti         | 82°                   | 53                       | Emanuel Buchmann         | 59°                      |
| 34                                | Fabio Felline                     | 112°                              | 44                    | Andrea Pasqualon       | R                     | 54                       | Sergio Higuita           | R                        |
| 35                                | Gianmarco Garofoli                | 99°                               | 45                    | Hermann Pernsteiner    | 76°                   | 55                       | Bob Jungels              | 67°                      |
| 36                                | Gianni Moscon                     | R                                 | 46                    | Antonio Tiberi         | 21°                   | 56                       | Aleksandr Vlasov         | 4°                       |
| 37                                | Christian Scaroni                 | 69°                               | 47                    | Edoardo Zambanini      | 107°                  | 57                       | Frederik Wandahl         | R                        |
| Cofidis                           | Cofidis                           | Cofidis                           | EF Education-EasyPost | EF Education-EasyPost  | EF Education-EasyPost | Eolo-Kometa Cycling Team | Eolo-Kometa Cycling Team | Eolo-Kometa Cycling Team |
| N°                                | Ciclista                          | Clas.                             | N°                    | Ciclista               | Clas.                 | N°                       | Ciclista                 | Clas.                    |
| 61                                | Guillaume Martin                  | 52°                               | 71                    | Richard Carapaz        | 8°                    | 81                       | Lorenzo Fortunato        | 18°                      |
| 62                                | Ion Izagirre                      | 40°                               | 72                    | Jonathan Caicedo       | 116°                  | 82                       | Mattia Bais              | 61°                      |
| 63                                | Victor Lafay                      | R                                 | 73                    | Esteban Chaves         | 75°                   | 83                       | Alessandro Fancellu      | R                        |
| 64                                | Axel Mariault                     | FT                                | 74                    | Ben Healy              | 30°                   | 84                       | Erik Fetter              | 46°                      |
| 65                                | Simon Geschke                     | 90°                               | 75                    | Mikkel Frølich Honoré  | R                     | 85                       | Andrea Garosio           | 86°                      |
| 66                                | Hugo Toumire                      | 118°                              | 76                    | Andrea Piccolo         | 100°                  | 86                       | Davide Piganzoli         | 28°                      |
| 67                                | Harrison Wood                     | R                                 | 77                    | Rigoberto Urán         | 35°                   | 87                       | Diego Sevilla            | 71°                      |
| Green Project-BardianiCSF-Faizanè | Green Project-BardianiCSF-Faizanè | Green Project-BardianiCSF-Faizanè | Groupama-FDJ          | Groupama-FDJ           | Groupama-FDJ          | Ineos Grenadiers         | Ineos Grenadiers         | Ineos Grenadiers         |
| N°                                | Ciclista                          | Clas.                             | N°                    | Ciclista               | Clas.                 | N°                       | Ciclista                 | Clas.                    |
| 91                                | Luca Covili                       | 55°                               | 101                   | Thibaut Pinot          | 37°                   | 111                      | Carlos Rodríguez         | 7°                       |
| 92                                | Riccardo Lucca                    | 115°                              | 102                   | Romain Grégoire        | 91°                   | 112                      | Filippo Ganna            | 117°                     |
| 93                                | Filippo Magli                     | 87°                               | 103                   | Valentin Madouas       | 27°                   | 113                      | Salvatore Puccio         | R                        |
| 94                                | Martin Marcellusi                 | 53°                               | 104                   | Lenny Martinez         | R                     | 114                      | Magnus Sheffield         | 111°                     |
| 95                                | Henok Mulubrhan                   | 113°                              | 105                   | Rudy Molard            | 39°                   | 115                      | Pavel Sivakov            | 45°                      |
| 96                                | Alex Tolio                        | 68°                               | 106                   | Quentin Pacher         | 38°                   | 116                      | Ben Swift                | 103°                     |
| 97                                | Alessandro Tonelli                | R                                 | 107                   | Lars van den Berg      | 121°                  | 117                      | Ben Turner               | R                        |
| Intermarché-Circus-Wanty          | Intermarché-Circus-Wanty          | Intermarché-Circus-Wanty          | Israel-Premier Tech   | Israel-Premier Tech    | Israel-Premier Tech   | Jumbo-Visma              | Jumbo-Visma              | Jumbo-Visma              |
| N°                                | Ciclista                          | Clas.                             | N°                    | Ciclista               | Clas.                 | N°                       | Ciclista                 | Clas.                    |
| 121                               | Rui Costa                         | 13°                               | 131                   | Jakob Fuglsang         | 62°                   | 141                      | Primož Roglič            | 3°                       |
| 122                               | Niccolò Bonifazio                 | R                                 | 132                   | Hugo Houle             | R                     | 142                      | Tiesj Benoot             | 63°                      |
| 123                               | Louis Meintjes                    | R                                 | 133                   | Krists Neilands        | R                     | 143                      | Koen Bouwman             | 105°                     |
| 124                               | Simone Petilli                    | 93°                               | 134                   | Nick Schultz           | 15°                   | 144                      | Wilco Kelderman          | 65°                      |
| 125                               | Lorenzo Rota                      | R                                 | 135                   | Dylan Teuns            | R                     | 145                      | Sam Oomen                | R                        |
| 126                               | Rein Taaramäe                     | R                                 | 136                   | Stephen Williams       | R                     | 146                      | Jan Tratnik              | 47°                      |
| 127                               | Georg Zimmermann                  | 95°                               | 137                   | Michael Woods          | 12°                   | 147                      | Attila Valter            | 22°                      |
| Lidl-Trek                         | Lidl-Trek                         | Lidl-Trek                         | Lotto Dstny           | Lotto Dstny            | Lotto Dstny           | Movistar Team            | Movistar Team            | Movistar Team            |
| N°                                | Ciclista                          | Clas.                             | N°                    | Ciclista               | Clas.                 | N°                       | Ciclista                 | Clas.                    |
| 151                               | Bauke Mollema                     | 43°                               | 161                   | Thomas De Gendt        | R                     | 171                      | Enric Mas                | R                        |
| 152                               | Julien Bernard                    | 74°                               | 162                   | Andreas Kron           | 10°                   | 172                      | William Barta            | 97°                      |
| 153                               | Amanuel Gebreigzabhier            | 78°                               | 163                   | Sylvain Moniquet       | 64°                   | 173                      | Imanol Erviti            | 96°                      |
| 154                               | Asbjørn Hellemose                 | 73°                               | 164                   | Mathijs Paasschens     | R                     | 174                      | Matteo Jorgenson         | 23°                      |
| 155                               | Juan Pedro López                  | R                                 | 165                   | Eduardo Sepúlveda      | 54°                   | 175                      | Gregor Mühlberger        | 48°                      |
| 156                               | Jacopo Mosca                      | 110°                              | 166                   | Lennert Van Eetvelt    | R                     | 176                      | Óscar Rodríguez          | 98°                      |
| 157                               | Natnael Tesfatsion                | 84°                               | 167                   | Maxim Van Gils         | 14°                   | 177                      | Carlos Verona            | 58°                      |
| Q36.5 Pro Cycling Team            | Q36.5 Pro Cycling Team            | Q36.5 Pro Cycling Team            | Soudal Quick-Step     | Soudal Quick-Step      | Soudal Quick-Step     | Team Arkéa-Samsic        | Team Arkéa-Samsic        | Team Arkéa-Samsic        |
| N°                                | Ciclista                          | Clas.                             | N°                    | Ciclista               | Clas.                 | N°                       | Ciclista                 | Clas.                    |
| 181                               | Gianluca Brambilla                | 81°                               | 191                   | Remco Evenepoel        | 9°                    | 201                      | Warren Barguil           | 24°                      |
| 182                               | Negasi Haylu Abreha               | R                                 | 192                   | Julian Alaphilippe     | 36°                   | 202                      | Ewen Costiou             | 92°                      |
| 183                               | Walter Calzoni                    | R                                 | 193                   | Andrea Bagioli         | 2°                    | 203                      | Clément Champoussin      | 26°                      |
| 184                               | Corey Davis                       | R                                 | 194                   | Mattia Cattaneo        | 70°                   | 204                      | Simon Guglielmi          | R                        |
| 185                               | Mark Donovan                      | 72°                               | 195                   | Fausto Masnada         | 20°                   | 205                      | Anthony Delaplace        | R                        |
| 186                               | Damien Howson                     | FT                                | 196                   | Ilan Van Wilder        | 66°                   | 206                      | Kévin Vauquelin          | R                        |
| 187                               | Kamil Małecki                     | R                                 | 197                   | Mauri Vansevenant      | 31°                   | 207                      | Alessandro Verre         | R                        |
| Team DSM-Firmenich                | Team DSM-Firmenich                | Team DSM-Firmenich                | Team Jayco AlUla      | Team Jayco AlUla       | Team Jayco AlUla      | TotalEnergies            | TotalEnergies            | TotalEnergies            |
| N°                                | Ciclista                          | Clas.                             | N°                    | Ciclista               | Clas.                 | N°                       | Ciclista                 | Clas.                    |
| 211                               | Romain Bardet                     | 11°                               | 221                   | Simon Yates            | 5°                    | 231                      | Pierre Latour            | 33°                      |
| 212                               | Matthew Dinham                    | 102°                              | 222                   | Kevin Colleoni         | R                     | 232                      | Jérémy Cabot             | 49°                      |
| 213                               | Chris Hamilton                    | 56°                               | 223                   | Alessandro De Marchi   | 114°                  | 233                      | Fabien Grellier          | R                        |
| 214                               | Oscar Onley                       | 77°                               | 224                   | Eddie Dunbar           | 106°                  | 234                      | Valentin Ferron          | R                        |
| 215                               | Jonas Hvideberg                   | 108°                              | 225                   | Lucas Hamilton         | 122°                  | 235                      | Paul Ourselin            | 50°                      |
| 216                               | Florian Stork                     | 57°                               | 226                   | Chris Harper           | 17°                   | 236                      | Mattéo Vercher           | R                        |
| 217                               | Kevin Vermaerke                   | R                                 | 227                   | Filippo Zana           | 79°                   | 237                      | Alexis Vuillermoz        | 94°                      |
| Tudor Pro Cycling Team            |                                   |                                   |                       |                        |                       |                          |                          |                          |
| N°                                | Ciclista                          | Clas.                             |                       |                        |                       |                          |                          |                          |
| 241                               | Simon Pellaud                     | R                                 |                       |                        |                       |                          |                          |                          |
| 242                               | Jacob Eriksson                    | R                                 |                       |                        |                       |                          |                          |                          |
| 243                               | Nils Brun                         | 109°                              |                       |                        |                       |                          |                          |                          |
| 244                               | Arthur Kluckers                   | R                                 |                       |                        |                       |                          |                          |                          |
| 245                               | Sébastien Reichenbach             | 83°                               |                       |                        |                       |                          |                          |                          |
| 246                               | Yannis Voisard                    | 85°                               |                       |                        |                       |                          |                          |                          |
| 247                               | Hannes Wilksch                    | 120°                              |                       |                        |                       |                          |                          |                          |